# أربعاء الرماد
أربعاء الرماد هو أول يوم من زمن الصوم المسيحي ويرمز في التقاليد والعقيدة المسيحية إلى التوبة. خلال زمن الصوم، يتوجب على المسيحيين الصوم والتخلي عن أشياء يحبونها. يستمر زمن الصوم المسيحي خمسين يومًا، (40 يومًا هي أيام الصوم التي تسبق أسبوع الآلام فضلًا عن أسبوع الآلام بما فيه سبت النور بالإضافة إلى أربعة أيام تعويضية عن أيام الآحاد التي يتم الإفطار فيها وهذا هو المتعارف عليه في أغلب الكنائس)، وتختلف تقاليد الصوم المسيحي بحسب الطوائف والطقوس والليتورجيات؛ يستمد أربعاء الرماد تقاليده من الطقوس المسيحية الغربية، وتقيم طقوس أربعاء الرماد كل من الكنيسة الرومانية الكاثوليكية، والكنيسة اللوثرية، الأنجليكانية، الميثودية والمشيخية.
يذكر في العهد الجديد في إنجيل متى ولوقا أن يسوع قد سنّ شريعة الصوم بصومه أربعين نهارًا وأربعين ليلة. في يوم أربعاء الرماد، يذهب المسيحيون لحضور القداس وتُرسم على جباههم إشارة الصليب بالرماد. وهو تذكير في التقاليد المسيحية بأنّ الإنسان هو «رماد إلى رماد وتراب إلى تراب». وفي كثير من الكنائس، فإن الاحتفال بأربعاء الرماد يتركز حول الرماد المتبقي من أشجار النخيل التي استُخدمت في أحد الشعانين.
ولا تقتصر تقاليد أربعاء الرماد على الاحتفالات الدينية إذ تسبق يوم أربعاء الرماد ممارسات ومهرجانات اجتماعية مميزة تسمى الكرنفالات. وقد بدأت فكرة الكرنفال في العالم المسيحي قبل مئات السّنين عندما قام أتباع الدّيانة الكاثوليكيّة في إيطاليا بارتداء ملابس باهرة مهرجانيّة ليوم واحد قبل أربعاء الرماد؛ أوّل يوم من عيد الفصح والصوم الكبير حيث يمتنعون فيه عن أكل اللّحوم. فجاء اسم (بالإيطالية: Carnevales) ليعني حرفيّا الابتعاد عن اللّحوم. ومع مرور الزّمن، أصبح الكرنفال احتفالًا مشهورًا انتشر في بلدان كاثوليكيّة أخرى في أوروبا أوّلًا، ولاحقًا في بلدان حول العالم خصوصًا البلدان ذات الثقافة الكاثوليكية وذلك نتيجة امتداد الحكم الأوروبيّ فيها. وتوسّع الكرنفال اليوم حتى أصبح احتفالًا موسميًّا سنويًّا حيث يبدأ عادة مع الأحد الأخير الذي يسبق أربعاء الرماد أو أبكر من ذلك بعدّة أيام وليال.